# Tuc des Crabes (Canejan)
El Tuc des Crabes és una muntanya de 2.401 metres que es troba al municipi de Canejan, a la comarca de la Vall d'Aran.